# Платинасвинец
Платинасвинец — бинарное неорганическое соединение
платины и свинца
с формулой PbPt,
кристаллы.

## Получение
- Сплавление стехиометрических количеств чистых веществ:

{\displaystyle {\mathsf {Pt+Pb\ {\xrightarrow {795^{o}C}}\ PbPt}}}

## Физические свойства
Платинасвинец образует кристаллы
гексагональной сингонии,
пространственная группа P 63/mmc,
параметры ячейки a = 0,4258 нм, c = 0,5467 нм, Z = 2,
структура типа арсенида никеля NiAs
.
Соединение образуется по перитектической реакции при температуре 795°С.